# Illes Gilbert (geografia)
Les illes Gilbert (en gilbertès: Tungaru; anteriorment illes Kingsmill o King's-Mill) són una cadena de setze atols i illes coral·lines a l'oceà Pacífic, aproximadament a mig camí entre Papua Nova Guinea i Hawaii. Constitueixen la part principal del país de Kiribati (el nom del qual és una traducció de "Gilberts" en la fonologia dels gilbertesos indígenes).

## Geografia
Els atols i les illes de les illes Gilbert es troben en una línia aproximada de nord a sud. L'illa més septentrional del grup, Makin, es troba aproximadament a 420 milles nàutiques (780 km) de la més meridional, Arorae, en línia recta. Geogràficament, l'equador és la línia divisòria entre les illes Gilbert del nord i del sud. Tanmateix, l'Organització Hidrogràfica Internacional (OHI) considera que tot el grup d'illes Gilbert es troba a l'oceà Pacífic Sud.
Una altra manera d'agrupar les illes Gilbert és segons els seus antics districtes administratius, que es coneixien com a Gilberts del Nord, Central i del Sud. (Tarawa també va ser un districte separat).
En un moment donat, un subconjunt de les illes Gilbert del nord es coneixia com a Illes Scarborough i un subconjunt de les Gilbert del sud com a Grup Kingsmill; en alguns textos del segle XIX, aquest últim nom de Kingsmills s'aplicava a tot el grup Gilbert.
Geològicament, les Gilbert i la cadena Ratak de les illes Marshall al nord formen una cadena contínua de muntanyes submarines.

## Illes de les Gilbert
En ordre oficial de nord a sud (agrupades per antic districte administratiu), les illes i els atols són:

### Gilberts del Nord
Els Gilberts del Nord (meang o mwenang) geogràficament i tradicionalment abasten Butaritari, Makin, Marakei, Abaiang (literalment terra del nord) i Tarawa. Tenen accents tonals únics amb diferències particularment destacables entre els habitants de Butaritari i Makin. Tradicionalment, Butaritari i Makin estaven governats per un cap que vivia a Butaritari (anomenat Makin o Gran Makin). Aquest cap tenia tots els poders i l'autoritat per prendre i imposar decisions als illencs, un sistema molt diferent del de les Illes Gilbert del Sud, on el poder era exercit col·lectivament pels unimwane o vells de l'illa.
Els Gilberts del nord tenen una pluja mitjana més alta en comparació amb els Gilberts del sud i del centre, cosa que permet el cultiu d'una gamma de cultius més àmplia. Butaritari i Makin subministren la majoria dels plàtans venuts a Kiribati. El cultiu de taro o babai (Cyrtosperma merkusii) ha estat històricament més fàcil al nord de Gilberts a causa d'un nivell freàtic més alt i de les pluges regulars.

### Gilberts Centrals
Les Gilberts Centrals o nuka han inclòs tradicionalment Maiana, Abemama, Kuria i Aranuka. Tanmateix, les tres últimes es consideren les illes principals que tenen característiques històriques i culturals úniques que distingeixen els Gilberts Centrals del nord i del sud.
Tembinok', l'últim rei d'Abemama, Kuria i Aranuka, va morir a principis del segle XX.

### Gilberts del Sud
Les Gilbert del Sud inclouen els atols Nonouti, Tabiteuea nord i sud, Beru, Nikunau, Onotoa, Tamana i l'illa més meridional, Arorae.

## Història
Les illes Gilbert han estat habitades durant aproximadament dos mil anys per poblacions micronèsies. Redescobertes pels europeus, van formar el Protectorat Britànic de les Illes Gilbert el 1892.
Les Filles de Nostra Senyora del Sagrat Cor s'hi van establir el 1895.

El 1916, es van unir amb les illes Ellice per formar la colònia britànica de les illes Gilbert i Ellice.

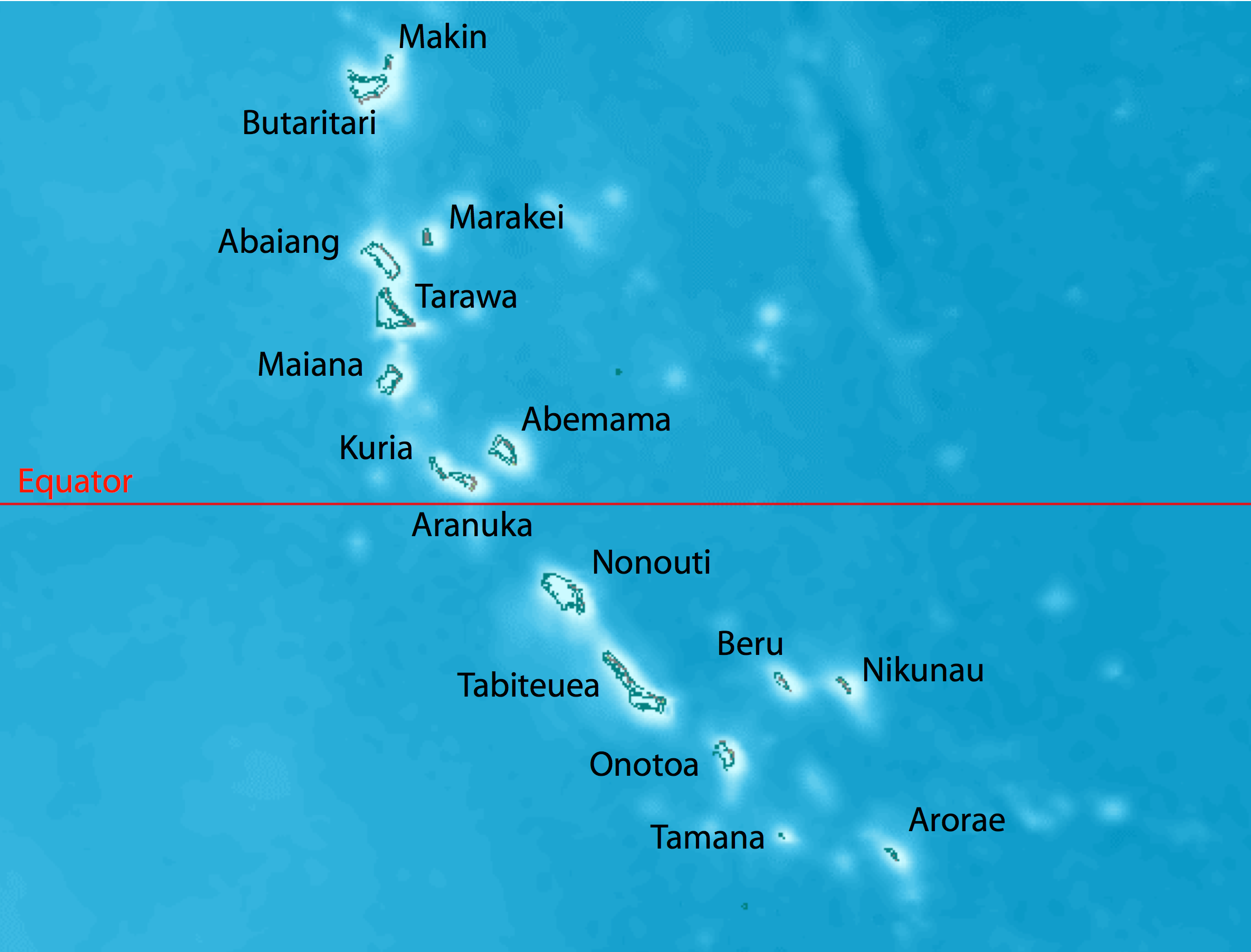
Mapa de l'arxipèlag Gilbert amb la línia equatorial en vermell.